# Fundación Yannick y Ben Jakober
La Fundación Yannick y Ben Jakober está ubicada en Alcudia, Mallorca, España, es un museo plenamente integrado a la naturaleza totalmente protegida y declarada reserva biológica. La Fundación posee colecciones formadas por más de 150 retratos de niños del siglo XVI al siglo XIX. Parte de la colección fue declarada Bien Catalogado del Patrimonio Histórico y está siempre expuesta al público en un antiguo aljibe acondicionado a este efecto. Fue constituida en 1993 siendo una fundación totalmente autónoma. La Fundación comprende un edificio central concebido por el arquitecto egipcio Hassan Fathy en 1978. 

## Historia
Yannick Vu, presidenta de la Fundación, nació en Francia de padre vietnamita y madre francesa, y creció en Vence y Saint-Paul de Vence en el seno de una familia ligada a las artes plásticas y la música. Se casó con el pintor italiano Domenico Gnoli y el mismo año viajaron juntos a Mallorca. Gnoli fallece en 1970 a la edad de 36 años pero ya había conseguido el éxito internacional. En 1972 Yannick Vu se casó con Ben Jakober. Jakober nació en Viena, hijo de una familia de negociantes de la burguesía húngara y coleccionistas de arte impresionista, pasó su infancia y juventud en Gran Bretaña. En 1993 el matrimonio creó la Fundación, contando desde el principio con el apoyo de su amigo, el banquero y filántropo Georges Coulon Karlweis. Forman parte del patronato: Marie-Claire Yannick Jakober, Presidenta; Benedict Peter Benjamin Jakober, Vocal y Secretario; Anthonie Stal, Vicepresidente; Cristina López Mancisidor de Macaya, Vocal; Sofía Carmen Barroso Fernández de Araoz, Vocal; Sebastián Escarrer Jaume, Vocal; Enrique Juncosa Cirer, Vocal.
La finca Sa Bassa Blanca, sede de la fundación, ha pasado por diferentes etapas a lo largo de su historia. En sus orígenes se trataba de una casa de campo mallorquina, dedicada a la agricultura y la ganadería de especies autóctonas. Durante la Guerra civil y hasta los años 1970, la finca albergó una base militar, por su situación estratégica junto al mar y la montaña. 
En 1978, la finca fue adquirida por un consorcio, del que formaban parte Ben Jakober y Yannick Vu. Encargaron los planos al arquitecto egipcio Hassan Fathy (1900-1989), siendo Sa Bassa Blanca su única construcción en Europa. 
Las dependencias del nuevo edificio, concebido como un “ribat”, se organizan en torno a un patio central de inspiración granadina. 
La mayoría de elementos que conforman la construcción son antigüedades procedentes de Andalucía y Marruecos, logrando dar al conjunto un carácter hispano-morisco muy apropiado para la isla de Mallorca, cuna de civilizaciones muy diversas a lo largo de su historia.
Yannick Vu, pintora de formación, expuso regularmente sus cuadros en Europa y Estados Unidos desde 1979 y se inició en la escultura a partir de los años ochenta. Ben Jakober inició su actividad artística a los cuarenta y cinco años alentado por Yannick Vu. Poco a poco fijó su atención en el mundo de la escultura, pasando por diferentes técnicas y materiales, como el poliuretano, el metal, la piedra, el mármol, la instalación, el vídeo y últimamente la fibra óptica. Ha expuesto en varios museos y ha participado en numerosas bienales.
Desde 1992, Ben Jakober y Yannick Vu trabajan y firman sus trabajos de manera conjunta, como si se tratara de un solo artista. Sus obras se encuentran en diferentes colecciones públicas y privadas alrededor del mundo.

### Colección Nins

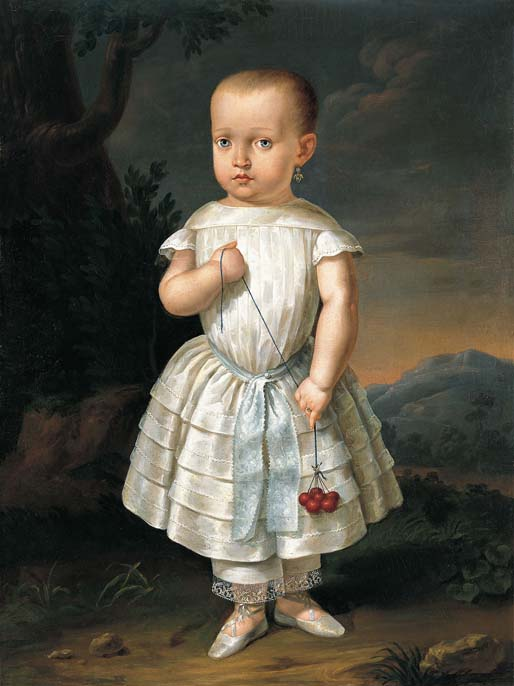
Retrato de una niña con cerezas por Joan Mestre i Bosch (1826-1893).

### El ala Karlweis

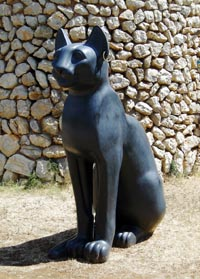
Parque de esculturas